# 石桥乡 (沂源县)
石桥乡是中国山东省淄博市沂源县下辖的一个乡。

## 行政区划
石桥乡下辖石桥村、马庄村、郭家上峪村、天井官庄村、薛家官庄村、松峪村、龙门峪村、前大泉村、后大泉村、毫山村、分水官庄村、黑崖村、珩崖头村、宣风峪村、北河峪村、红岭村、葛庄村、石楼村、石龙官庄村、关河峪村、黄墩河村、茶峪村、小东峪村、东北庄村、西北庄村、错石村、上黄安村、下黄安村、茅子峪村。